# Лархни
Лархни (устар. Ляркни) — река в России, протекает по территории Сургутского района Ханты-Мансийского автономного округа. Длина реки — 44 км.
Начинается из озера Вэсынглор, лежащего на высоте 69,8 метра над уровнем моря. Течёт в южном направлении по заболоченной местности, проходим между крупных озёр Лархнилор и Лёнитлор. Затем входит в область сосновых лесов и поворачивает на юго-запад. Устье реки находится в 122 км по левому берегу реки Пим на высоте 48,4 метра над уровнем моря.
Основной приток — река Амтунъюх — впадает справа на расстоянии 6 километров от устья.
В бассейне реки выявлены археологические памятники датируемые, эпохами от неолита до средневековья.

## Данные водного реестра
По данным государственного водного реестра России относится к Верхнеобскому бассейновому округу, водохозяйственный участок реки — Обь от города Нефтеюганск до впадения реки Иртыш, речной подбассейн реки — Обь ниже Ваха до впадения Иртыша. Речной бассейн реки — (Верхняя) Обь до впадения Иртыша.